# رئيس وزراء منغوليا
رئيس وزراء منغوليا هي أعلى مركز قيادي في الذراع التنفيذية للحكومة المنغولية، ويرأس مجلس الوزراء المنغولي. ويتم تعيين رئيس الوزراء من قبل البرلمان، ويمكن حجب الثقة عنه عن طريق تصويت بحجب الثقة من قبل البرلمان.

## التاريخ
تم تأسيس مكتب رئيس الوزراء في عام 1912، بعد فترة وجيزة أعلن (الخارجي) منغوليا الاستقلال من المانشو اسرة تشينغ الأولى. وهذا غير معترف به من قبل العديد من الدول. بحلول موعد إعلان الثاني (والمعترف بها بصورة عامة) منغوليا الاستقلال (من الجمهورية الصينية) في عام 1921، وتمت السيطرة المكتب من قبل مجموعة الشيوعي المعروفة باسم الحزب الثوري الشعبي المنغولي. تأسست عام 1924 حزب جمهورية منغوليا الشعبية، وحلت محلها آخر رئيس الوزراء من جانب واحد معروف من العنوان «رئيس مجلس مفوضي الشعب». تم تغيير هذا إلى «رئيس مجلس الوزراء» في عام 1946. لقب رئيس الوزراء تم احياؤها فقط في عام 1990، عندما صدر الحزب الثوري الشعبي تدريجيا قبضتها على السلطة. بغض النظر عن التغيرات في الاسم، ومع ذلك، تعترف الحكومة المنغولية الحديثة المكتب بأنها كانت موجودة بشكل مستمر منذ عام 1912، وتعول جميع أصحاب منصب رئيس الوزراء.
هناك بعض الالتباس لصاحب الأولى من المكتب. واما اسمه تيسرين (أو Tserenchimed) عقد منصب «رئيس الوزراء» أثناء وجود حكومة مؤقتة ونقلت أحيانا باسم حامل الأول من المكاتب الحديثة. وتعتبر ومع ذلك، فإن [بحاجة لمصدر] الحالي الحكومة المنغولية ثياب - Ochiryn Namnansüren ، أول مكتب رسمي حامل، أن تكون أول. وهناك أيضا بعض اللبس حول وضع Tsengeltiin Jigjidjav - بعض النظر إليه أن يكون فقط تم القائم بأعمال رئيس الوزراء، في حين يعتبر البعض له ل يكون رئيس وزراء الكامل. الحكومة المنغولية [بحاجة لمصدر] يأخذ هذا الرأي الأخير.

## قائمة رئيس الوزراء (منذ عام 1992)
حزب الشعب الثوري
  الحزب الديمقراطي
| №    | صورة | الاسم (الولادة-الوفاة)                     | مدة الحكم      | مدة الحكم      | المدة             | الحزب                                |
| ---- | ---- | ------------------------------------------ | -------------- | -------------- | ----------------- | ------------------------------------ |
| 16   |      | بونتساجين جاسراي (1933–2007)               | 21 يوليو 1992  | 19 يوليو 1996  | 3 سنوات و364 أيام | حزب الشعب الثوري                     |
| 17   |      | مندسيخاني انخسيخان (1955– )                | 19 يوليو 1996  | 23 أبريل 1998  | 1 سنة و278 أيام   | الحزب الديمقراطي                     |
| 18   |      | تشياغين البجدورج (1963– ) الولاية الأولى   | 23 أبريل 1998  | 9 ديسمبر 1998  | 230 أيام          | الحزب الديمقراطي                     |
| 19   |      | جانلافين نارانتساتسرالت (1957–2007)        | 9 ديسمبر 1998  | 22 يوليو 1999  | 225 أيام          | الحزب الديمقراطي                     |
| –    |      | نيام أوسورن تويا (1958– ) بالوكالة         | 22 يوليو 1999  | 30 يوليو 1999  | 8 أيام            | الحزب الديمقراطي                     |
| 20   |      | رينشينيامين أمارجارجال (1961– )            | 30 يوليو 1999  | 26 يوليو 2000  | 362 أيام          | الحزب الديمقراطي                     |
| 21   |      | نامبارين انخبايار (1958– )                 | 26 يوليو 2000  | 20 أغسطس 2004  | 4 سنوات و25 أيام  | حزب الشعب الثوري                     |
| (18) |      | تشياغين البجدورج (1963– ) الولاية الثانية  | 20 أغسطس 2004  | 13 يناير 2006  | 1 سنة و146 أيام   | الحزب الديمقراطي                     |
| 22   |      | مييجومبين إنخبولد (1964– )                 | 25 يناير 2006  | 22 نوفمبر 2007 | 1 سنة و301 أيام   | حزب الشعب الثوري                     |
| 23   |      | سانجين بايار (1956– )                      | 22 نوفمبر 2007 | 29 أكتوبر 2009 | 1 سنة و341 أيام   | حزب الشعب الثوري                     |
| 24   |      | سخباتارين باتبولد (1963– )                 | 29 أكتوبر 2009 | 10 أغسطس 2012  | 2 سنوات و286 أيام | حزب الشعب الثوري (حزب الشعب من 2010) |
| 25   |      | نوروفين التنخويغ (1958– )                  | 10 أغسطس 2012  | 5 نوفمبر 2014  | 2 سنوات و87 أيام  | الحزب الديمقراطي                     |
| –    |      | دنديفين تيربيشداغفا (مواليد 1955) بالوكالة | 5 نوفمبر 2014  | 21 نوفمبر 2014 | 16 أيام           | حزب الشعب                            |
| 26   |      | شميدين سيخانبيليغ (مواليد 1969)            | 21 نوفمبر 2014 | 7 يوليو 2016   | 1 سنة و229 أيام   | الحزب الديمقراطي                     |
| 28   |      | جارتالونغين إردينبيت (مواليد 1973)         | 7 يوليو 2016   | 4 أكتوبر 2017  | 1 سنة و89 أيام    | حزب الشعب                            |
| 28   |      | أوخنانغين خورلسوخ (مواليد 1968)            | 4 أكتوبر 2017  | 27 يناير 2021  | 3 سنوات و115 أيام | حزب الشعب                            |
| 29   |      | لوفسان نامسراي أويون-إردين (مواليد 1980)   | 27 يناير 2021  | في المنصب      | 4 سنوات و151 أيام | حزب الشعب                            |

### رؤساء الوزراء السابقين على قيد الحياة (1992 - حتى الآن)
| الإسم                      | فترة الحكم          |
| -------------------------- | ------------------- |
| Mendsaikhany Enkhsaikhan   | 1996–1998           |
| تشياغين البجدورج           | 1998–1999 2004–2006 |
| Nyam-Osoryn Tuyaa (Acting) | 1999                |
| Rinchinnyamyn Amarjargal   | 1999–2000           |
| نامبارين انخبايار          | 2000–2004           |
| Miyeegombyn Enkhbold       | 2006–2007           |
| Sanjaagiin Bayar           | 2007–2009           |
| Sükhbaataryn Batbold       | 2009–2012           |

## وصلات خارجية
- Official website of the Mongolian government (in Mongolian)
- List and photos of former Prime Ministers نسخة محفوظة 4 أغسطس 2004 على موقع واي باك مشين. (in Mongolian)